# Alexia Dizeko
Alexia Shanice dos Santos Dizeko, née le 19 mars 2001 à Sion, est une joueuse angolaise de basket-ball évoluant au poste d'arrière.

## Biographie
Elle naît le 19 mars 2001 à Sion. Elle commence le basket-ball à l'âge de 13 ans.
En 2020, elle commence une procédure de naturalisation, ce qui lui permettrait de jouer pour l'équipe nationale suisse.

## Carrière

### Carrière en club
Alexia Dizeko débute en club à Sion Basket puis rejoint le club d'Hélios Basket en 2013. Elle fait ses débuts en première division suisse lors de la saison 2016-2017, terminant meilleure scoreuse du club qui est sacré champion de Suisse. Elle rejoint le BBC Troistorrents en juin 2019 et retourne à Hélios Basket après une saison.

### Carrière internationale
Elle est finaliste du Championnat d'Afrique féminin de basket-ball des moins de 16 ans en 2017 au Mozambique. Elle termine troisième du Championnat d'Afrique féminin de basket-ball des moins de 18 ans en 2018 au Mozambique, et fait partie du cinq majeur du tournoi. Elle participe au Championnat du monde de basket-ball féminin des moins de 17 ans en 2018.
Elle fait partie de la liste des joueuses sélectionnées pour disputer le Championnat d'Afrique féminin de basket-ball 2019 au Sénégal avec l'Angola qui termine cinquième du tournoi.